# Merceditas Valdés
Mercedes Valdés Grani plus connue sous le nom de Merceditas Valdés, née le 24 septembre 1922 à La Havane et morte dans cette même ville le 13 juin 1996, est une chanteuse cubaine spécialisée dans la musique traditionnelle afro-cubaine avec des inspirations liées à la religion santeria d'origine cubaine dérivée de la religion yoruba. 

## Biographie

### Formation
Merceditas Valdés est née le 24 septembre 1922 à La Havane, dans le quartier afro-cubain de Cayo Hueso. Son père est chanteur de rumba dans le groupe Los Roncos de Ignacio Piñeiro. Elle suit ses études dans un établissement tenu par des religieuses noires, Las Hermanas Oblatas de la Providencia  à La Havane. Obdulio Morales, enseignant de musique liturgique, met en avant deux de ses qualités : le chant et la danse .

### Carrière et influence de la Santeria
À l'âge de douze ans, sans l'accord de ses parents, Merceditas Valdés chante sur la radio Corte Suprema del Arte et sur Radio 1 010. Puis en 1951, elle se produit périodiquement sur Radio Cadena Suaritos,. Elle se révèle au public cubain lors l'émission de radio « Supreme Court of Art », où elle interprète des succès populaires comme « Babalú (en) » de Margarita Lecuona (en) et « La Negra Merced » et « El Churrero » d'Ernesto Lecuona.
En opposition à son éducation catholique, Merceditas Valdés s'inspire de thèmes liés à la Santeria, une religion afro-cubaine dérivée de la religion yoruba. Les textes de ses chansons font référence aux divinités et ancêtres yorubas. Elle est accompagnée par Trinidad Torregrosa et son groupe de batteurs quand elle chante en langue yoruba. L'ethnologue Fernando Ortiz Fernández, qui la connait à travers ces émissions de radio, la sollicite, en 1944, pour l'accompagner avec ses chansons dans ses conférences sur l'héritage africain de Cuba. Il la considère comme un document ethnographique vivant et la surnomme alors « la petite Aché »,  qui veut dire  « protégée par les dieux » en yoruba. 
Merceditas Valdés se produit dans les boites de nuit réputées de La Havane  comme le Tropicana Club, le « Sans Souci Cabaret (en) » ou le « Marianao Beach ». Elle a côtoyé des stars internationales telles Nat King Cole,  Sarah Vaughan ou Johnny Mathis. C'est avec ce dernier que le spectacle « Zun-Zun Dan Bae » est produit au Flamingo Las Vegas puis à New York. En 1950, elle se marie avec le timbalero Guillermo Barreto.
Elle fait partie du premier concert de musique afro-cubaine au Carnegie Hall à New York. Avec Tito Puente et Mongo Santamaria, elle est sur scène à l'Apollo Theater à Harlem, . Elle fait quelques incursions dans le cinéma notamment dans Yamba-O du réalisateur Emilio Fernández.
Après la révolution cubaine, le régime castriste cherche à occulter les religions dont la santeria. Mais Mercedita Valdes continue son travail sur ses origines noires. Ainsi dans les années 1980, elle enregistre cinq albums, intitulés Aché.

### Reconnaissances
En 1996, Merceditas Valdés  reçoit la « Médaille d'or Picasso » et le « Diplôme du mérite » de l'Organisation des Nations unies pour l'éducation, la science et la culture. La cérémonie se tient au Théâtre national de La Havane,.

## Discographie

### Albums
- 1954: Santero (Panart) - présentant également d'autres chanteurs, sous la direction de Facundo Rivero.
- 1960: Merceditas Valdés avec les Bucaneros
- 1961: Carnaval 1960-61 (ICD) – avec d'autres artistes sous la direction de Carlos Ansa.
- 1982: Aché (EGREM)
- 1988: Aché II (EGREM)
- 1989: Orishas: Aché III (EGREM)
- 1990: Cubanísimo (EGREM/Fonomusic) vec d'autres artistes sous la direction de Andrés Alén et Ramón Huerta.
- 1990: Aché IV (EGREM) – avec Yoruba Andabo
- 1993: Aché V (EGREM) – avec Yoruba Andabo

### Simples
- 1951: Canto oriundo lucumí (1 & 2) (SMC)
- 1952 "Yemayá" "Changó", disco. Mongo Santamaria y sus afrocubanos.Sello: SMC Pro Arte-SMC- 592
- 1957: "Er día que nací yo" / "Ya me cansé" (Puchito)
- 1960: "Una pena" / "Vida, mi delirio es quererte" (Panart Nacionalizada)
- 1961: "A coger la guampara" (INC)
- 1961: "Ochún" / "Yemayá" (INC)
- 1964: Rezos yorubas (EGREM)
- 1964: "Invocación a Elegua y a Changó" / "Tasca-Tasca" (EGREM)
- 1964: "Muriéndome de risa" / "Devuélveme el coco" (EGREM)